# Paludolutra
Paludolutra — вимерлий рід хижих, що знайдений у таких країнах: Італія, Іспанія (4 колекції). Рід містить такі види: Paludolutra campanii, Paludolutra lluecai, Paludolutra maremmana.